# سونيت 6
السونيت 6 هي واحدة من السوناتات الـ 154 التي كتبها الكاتب والشاعر الإنجليزي وليم شكسبير. وهي سونيتة تتناول فكرة الإنجاب ضمن سلسلة «الشاب الجميل». تواصل هذه السونيتة ما بدأته السونيتة الخامسة، كما أنها تحتوي على نفس الاستعارة الموجودة في السونيت 54 والسونيت 74 والسونيت 119.

## البنية
السونيتة السادسة هي سونيتة إنجليزية أو شكسبيرية، تتألف من ثلاثة مقاطع شعرية يتبعها زوج من الأبيات، وكلها في نمط الخماسي الإيامبي، مع نموذج القافية المعتاد للسونيتة الإنجليزية: ABAB CDCD EFEF GG.

## التحليل
يتبع السطر الافتتاحي من هذه السونيتة مباشرةً نهاية السونيتة الخامسة، وكأن القصيدتين كانتا مقصودتين لتكونا واحدة، وربما يشير ذلك إلى فكرة الزواج التي تشكل السونيتات الـ17 الأولى. يتوازى السطر الأول «فلا تَدَعْ يد الشتاء الخشنة تمحو عنك صيفك» مع افتتاح السونيتة 64:«عندما رأيت بيد الزمن القاسية مشوهة».
يشير مصطلح «القارورة» الرقيقة في السطر الثالث إلى تقطير العطر من البتلات المذكور في السونيتة الخامسة، ولكنه هنا يفسر مباشرةً ويوسع صورة الجنس من أجل إنجاب الأطفال. بالإضافة إلى الدورق الزجاجي، كان مصطلح «القارورة» يُستخدم تقليديًا للإشارة إلى الرحم: يستشهد قاموس أكسفورد الإنجليزي بدعاء جون ليدجيت لمريم العذراء: «يا قارورة المجد، يا زجاجة الطهارة».
يتكرر استخدام لغة الأموال كما في السونيت الرابعة. يشير تصوير «الربا» إلى تكرار «الجوهر» المستثمر في النسل، بنفس الطريقة التي يجني بها المال الفائدة. إن تكاثر الأطفال لا يمكن أن يكون استغلاليًا أبدًا. اُتُهِم والد شكسبير نفسه في عام 1570 بالربا، حيث كان يتقاضى فوائد بنسبة 20% و25%. كان الوعاظ في عصر إليزابيث ينددون بشدة بالربا من حيث المبدأ ولكنهم غالبًا ما يتسامحون معه في الممارسة: قانون الربا لعام 1571.

## قراءات إضافية
- Baldwin, T. W. On the Literary Genetics of Shakspeare's Sonnets. Urbana: University of Illinois Press, 1950.
- Hubler, Edwin. The Sense of Shakespeare's Sonnets. Princeton: Princeton University Press, 1952.

الطبعة الأولى؛
- شكسبير, وليم (1609). Shake-speares Sonnets: Never Before Imprinted [سونيتات شيكسبير: لم تُطبع من قبل] (بالإنجليزية). لندن: Thomas Thorpe. Retrieved 2020-04-15.
- شكسبير, وليم (1905). Lee, Sidney (ed.). Shakespeares Sonnets: Being a reproduction in facsimile of the first edition [سونيتات شيكسبير: نسخة طبق الأصل من الطبعة الأولى] (بالإنجليزية). أكسفورد: دار نشر جامعة أكسفورد. OCLC:458829162. Retrieved 2020-04-15.

طبعات مختلفة؛
- شكسبير, وليم (1916). Alden, Raymond Macdonald (ed.). The Sonnets of Shakespeare [سونيتات شيكسبير] (بالإنجليزية). بوسطن: Houghton Mifflin Company. OCLC:234756. Retrieved 2020-04-15.
- شكسبير، وليم (1944). Rollins، Hyder Edward (المحرر). A New Variorum Edition of Shakespeare: The Sonnets [2 Volumes] [طبعة فاريورم الجديدة من سونيتات شيكسبير [مجلدان]]. فيلادلفيا: ليبينكوت  [لغات أخرى]‏. OCLC:6028485.{{استشهاد بكتاب}}:  صيانة الاستشهاد: علامات ترقيم زائدة (link)

الطبعات النقدية الحديثة؛
- شكسبير، وليم (2007). Atkins، Carl D. (المحرر). Shakespeare's Sonnets: With Three Hundred Years of Commentary [سونيتات شيكسبير: مع ثلاثة قرون من التعليقات]. ماديسون: Fairleigh Dickinson University Press. ISBN:978-0-8386-4163-7. OCLC:86090499.
- شكسبير، وليم (2000) [الطبعة الأولى 1977]. Booth، Stephen (المحرر). Shakespeare's Sonnets [سونيتات شيكسبير] (ط. منقحة). نيو هافن: Yale Nota Bene. ISBN:0-300-01959-9. OCLC:2968040.
- شكسبير، وليم (2002). Burrow، Colin (المحرر). The Complete Sonnets and Poems [السونيتات والقصائد الكاملة]. The Oxford Shakespeare. أكسفورد: دار نشر جامعة أكسفورد. ISBN:978-0192819338. OCLC:48532938.
- شكسبير، وليم (2010) [الطبعة الأولى 1997]. Duncan-Jones، Katherine (المحرر). Shakespeare's Sonnets [سونيتات شيكسبير]. The Arden Shakespeare, السلسلة الثالثة (ط. منقحة). لندن: دار بلومزبري. ISBN:978-1-4080-1797-5. OCLC:755065951.
- شكسبير، وليم (1996). Evans، G. Blakemore (المحرر). The Sonnets [سونيتات شيكسبير]. The New Cambridge Shakespeare. كامبريدج: مطبعة جامعة كامبريدج. ISBN:978-0521294034. OCLC:32272082.
- شكسبير، وليم (1995) [الطبعة الأولى 1986]. Kerrigan، John (المحرر). The Sonnets ; and, A Lover's Complaint [سونيتات شيكسبير؛ و، شكوى عاشق]. New Penguin Shakespeare (ط. منقحة). دار بنجوين للنشر. ISBN:0-14-070732-8. OCLC:15018446.
- شكسبير، وليم (2006). Mowat، Barbara A.؛ Werstine، Paul (المحررون). Shakespeare's Sonnets & Poems [سونيتات وقصائد شيكسبير]. مكتبة فولجر الشكسبيرية. نيويورك: Washington Square Press. ISBN:978-0743273282. OCLC:64594469.
- شكسبير، وليم (2001). Orgel، Stephen (المحرر). The Sonnets [سونيتات شيكسبير]. The Pelican Shakespeare (ط. منقحة). نيويورك: دار بنجوين للنشر. ISBN:978-0140714531. OCLC:46683809.
- شكسبير، وليم (1997). Vendler، Helen (المحرر). The Art of Shakespeare's Sonnets [فن سونيتات شيكسبير]. كامبريدج، ماساتشوستس: دار نشر جامعة هارفارد. ISBN:0-674-63712-7. OCLC:36806589.

## روابط خارجية
- تحليل وإعادة صياغة للسوناتة
- تعليق